# Matteo Berrettini
Matteo Berrettini (pronúncia italiana: [matˈtɛːo berretˈtiːni] ) é um jogador de tênis profissional italiano.
Conquistou seu primeiro título ATP 500 em Queen's Club Championships em 2021, Também no mesmo ano chegou à final de Wimbledon e ficou com o vice em 3 sets a 1 para Novak Djokovic.
No Aberto da Suíça em Gstaad, Berrettini conquistou seu primeiro título ATP, derrotando Roberto Bautista Agut na final. Ele também ganhou seu primeiro título de duplas ATP no mesmo torneio, ao lado de Daniele Bracciali.
Berrettini possuí um dos melhores slices do circuito "o slice é mais efetivo na grama", e um poderoso forehand não atoa seu apelido é o martelo.

## 2019: estreia da primeira semifinal do Grand Slam, Top 10 e ATP Finals
No Aberto da Hungria, Berrettini conquistou seu segundo título de simples da ATP, derrotando Filip Krajinović na final. Berrettini continuou no embalo, ao chegar à final do Campeonato Internacional de Tênis da Baviera. Lá, sua seqüência de nove vitórias consecutivas foi interrompida por Cristian Garín no terceiro set de desempate. No Aberto da Itália, Berrettini derrotou Alexander Zverev nas oitavas de final para sua primeira vitória contra um jogador top 5.
A melhora de Berrettini continuou na temporada de quadra de grama, ganhando seu terceiro título de simples em Stuttgart sobre Félix Auger-Aliassime na final. O saque de Berrettini não foi quebrado durante todo o torneio, tornando-o apenas o quinto jogador desde 1999 a vencer dois torneios sem perder o saque (a outra ocasião ocorreu no Gstaad Open 2018). Na semana seguinte, Berrettini alcançou sua primeira semifinal ATP 500 no Halle Open, onde foi derrotado por David Goffin. Após o torneio, o italiano entrou no top 20.
Sendo o 17º cabeça de chave em Wimbledon, Berrettini chegou às oitavas de final de um Grand Slam pela primeira vez depois de derrotar Diego Schwartzman em cinco sets. Ele então perdeu para o oito vezes campeão Roger Federer de forma rápida em 74 minutos. Depois de parabenizar Federer por sua vitória durante o aperto de mão pós-jogo, Berrettini perguntou brincando a Federer: "Obrigado pela aula de tênis, quanto devo a você?"
Berrettini desistiu de seus próximos dois eventos em Gstaad e Montreal, alegando uma lesão no tornozelo. Ele jogou um torneio de preparação em Cincinnati antes de competir no US Open. Lá, apesar de sua falta de preparação, Berettini alcançou suas primeiras quartas-de-final depois de derrotar Andrey Rublev na quarta rodada. Ele então derrotou Gaël Monfils no quinto set de desempate e se tornou o primeiro italiano a chegar às semifinais do Aberto dos Estados Unidos desde 1977. A saga de Berrettini terminou contra o eventual campeão Rafael Nadal em dois sets, apesar de ter dois set points no tiebreak do primeiro set.
Buscando uma vaga nas Finais ATP, Berrettini alcançou seu melhor resultado no Masters até o momento no Masters de Xangai ao chegar às semifinais. Ao longo do caminho, Berrettini conquistou sua segunda vitória no top 5 da carreira, batendo Dominic Thiem nas quartas de final. Outra aparição na semifinal no Aberto de Viena viu Berrettini quebrar no top 10 do ranking. Como número 8 do mundo, Berrettini conquistou a vaga final nas Finais ATP 2019 em Londres. Lá, ele perdeu suas duas primeiras partidas round robin para Novak Djokovic e Roger Federer, antes de se tornar o primeiro italiano a vencer uma partida no evento ao derrotar Dominic Thiem.
Após desistir da Copa ATP de 2020 devido a problemas físicos, no Aberto da Austrália, Berrettini venceu Andrew Harris antes de perder para Tennys Sandgren. Após o encerramento da turnê e seu retorno devido à pandemia de COVID-19, ele venceu o Ultimate Tennis Showdown. Ele perdeu na terceira rodada para Reilly Opelka em Cincinnati.
No US Open, ele chegou às oitavas de final sem perder um set. Ele então perdeu para Andrey Rublev em quatro sets na revanche da quarta rodada do ano anterior.
Ele chegou às quartas de final em Roma pela primeira vez, perdendo para Casper Ruud. Berrettini chegou ao terceiro turno em Roland Garros . No Masters de Paris, perdeu para Marcos Giron na primeira rodada, alegando dores físicas. Apesar de seus resultados fracos, Berrettini terminou entre os 10 primeiros pelo segundo ano consecutivo (devido aos seus pontos no ranking de 2019 serem protegidos pelas mudanças no ranking pós COVID-19).

## 2021: Primeira final do Grand Slam e Masters 1000, primeiro título ATP 500, final da Copa ATP
O forte desempenho de Berrettini levou a Itália à final da Copa ATP de 2021 contra a Rússia, onde ele perdeu para Daniil Medvedev em dois sets. No Aberto da Austrália de 2021, ele chegou à quarta rodada, mas desistiu do torneio com dores abdominais. Ele permaneceu fora da competição até a temporada de saibro em abril. Ele ganhou seu primeiro título de simples em mais de um ano no Aberto da Sérvia, sobre Aslan Karatsev.
Em maio, no Aberto de Madrid, em sua primeira participação no sorteio principal, ele alcançou sua primeira final do Masters 1000, que perdeu para Alexander Zverev em 3 sets.
No Aberto da França, ele se tornou o primeiro tenista italiano a chegar às oitavas de final em todos os torneios de Grand Slam. Ele acabou chegando à segunda quarta de final do Grand Slam de sua carreira, com Roger Federer se retirando antes da quarta rodada, citando sua necessidade de prevenir lesões após uma longa recuperação de cirurgias no joelho. Nas quartas de final, ele perdeu em 4 sets contra o Nº 1 do Mundo Novak Djokovic .
Em 20 de junho, ele ganhou o maior título de sua carreira no Queen's Club Championships, seu primeiro no nível ATP 500. Ele se tornou o primeiro estreante a triunfar no Queen's Club desde Boris Becker em 1985 e o primeiro italiano na história a ganhar este título. Ele derrotou o britânico Cameron Norrie na final, depois de derrotar outros dois favoritos da casa no torneio: o wildcard Andy Murray (2ª rodada) e 6º cabeça de chave Dan Evans (quartas de final).
No torneio de WIMBLEDON, Berrettini alcançou sua segunda maior consecutiva nas quartas de final derrotando Ilya Ivashka . Ele derrotou Felix Auger-Aliassime em quatro sets para chegar à sua primeira semifinal de Wimbledon e segunda semifinal do Grand Slam de carreira, tornando-se o primeiro italiano na Era Aberta a chegar às semifinais de Wimbledon e o segundo na história desde Nicola Pietrangeli em 1960. Ele avançou para sua primeira final de Grand Slam depois de vencer Hubert Hurkacz, tornando-se o primeiro italiano, homem ou mulher, a chegar a uma final de simples em Wimbledon e o primeiro italiano a chegar a uma final de Grand Slam desde Adriano Panatta em 1976 Roland Garros. Lá, ele perdeu para Novak Djokovic por 3 sets a 1
No US Open, Berrettini chegou às quartas de final após vitórias sobre Ilya Ivashka e Oscar Otte . Ele então perdeu para Novak Djokovic em quatro sets, em uma repetição da final de Wimbledon.
Nas finais da ATP de 2021, Berrettini foi forçado a se retirar devido a uma lesão abdominal após sua primeira partida com Alexander Zverev.

## Estilo de jogo
Berrettini é um jogador agressivo em todas as quadras, conhecido por seu saque e forehand fortes. Sua arma principal é o forehand, conhecido por sua velocidade, rotação e profundidade. Ele também possui um saque forte, capaz de chegar a até 235 quilômetros por hora (150 mph). Berrettini se concentra em criar pontos rápidos e atingir os vencedores com um jogo agressivo e colocar pressão sobre o adversário. Seu jogo de transição e net também são partes integrantes de seu jogo para finalizar os pontos, e ele é conhecido por servir e voleio. Seu jogo agressivo, baseado em grandes saques e forehands, levou muitos a compará-lo a Fernando González e Juan Martín del Potro.
Apesar de ter um backhand mais fraco e menos consistente, Berrettini tem um backhand forte, capaz de neutralizar a agressividade e manter a bola baixa. Esta fatia permite que ele faça forehands agressivos. Ele tem um bom disfarce em seu dropshot em ambas as alas, geralmente seguindo com uma abordagem à rede.
Os pontos fracos de Berrettini são o jogo defensivo e a inconsistência. Ele sofre mais quando é pressionado pelos oponentes e é forçado a se defender enquanto corre, principalmente quando é atacado no backhand. Antes de 2019, a inconsistência de Berrettini também foi um grande obstáculo para seu sucesso, embora tenha mostrado sinais de melhora desde então. No entanto, as quedas no foco mental e seu jogo naturalmente agressivo são responsáveis por seu alto número de erros não forçados.
Nascido em Roma, filho de Luca Berrettini e Claudia Bigo, Matteo Berrettini tem um irmão mais novo, Jacopo, também tenista. Matteo é descendente parcial de sua avó materna, Lucia Fogaça, brasileira nascida no Rio de Janeiro. Seu avô paterno é de Florença. Ele é fluente em italiano, inglês e espanhol. Ele mantém um relacionamento com o tenista nascido na Croácia, Ajla Tomljanović.

### Linha do tempo de desempenho do torneio Grand Slam
| Torneio                   | 2017 | 2018 | 2019 | 2020 | 2021 | SR   | W – L | Vencer% |
| ------------------------- | ---- | ---- | ---- | ---- | ---- | ---- | ----- | ------- |
| Torneios Grand Slam       |      |      |      |      |      |      |       |         |
| Aberto da Austrália       | UMA  | 1R   | 1R   | 2R   | 4R   | 0/4  | 4-3   | 57%     |
| Aberto da França          | UMA  | 3R   | 2R   | 3R   | QF   | 0/4  | 8–4   | 67%     |
| Wimbledon                 | UMA  | 2R   | 4R   | NH   | F    | 0/3  | 10–3  | 77%     |
| US Open                   | 2º T | 1R   | SF   | 4R   | QF   | 0/4  | 12–4  | 75%     |
| Vitória - Perda           | 0–0  | 3-4  | 9–4  | 6-3  | 16–3 | 0/15 | 34-14 | 71%     |
| Campeonatos de fim de ano |      |      |      |      |      |      |       |         |
| Finais ATP                | DNQ  | DNQ  | RR   | Alt  | RR   | 0/2  | 1-3   | 25%     |

### Finais do torneio Grand Slam

#### Solteiros: 1 (1 vice-campeão)
- Estatísticas de carreira de Matteo Berrettini
- Melhor classificação de jogadores italianos
- Tênis na Itália